# Insiderhandel
Insiderhandel er handel med et selskabs værdipapirer (typisk aktier) af insidere, dvs. ledende ansatte i selskabet eller andre, der har særlig intern viden om selskabets økonomier, f.eks. bestyrelsesmedlemmer. Insiderhandel kan både være lovlig og ulovlig. Insidere, f.eks. direktøren i en virksomhed, har i Danmark og de fleste andre lande lov til at købe og sælge aktier i deres egen virksomhed (lovlig insiderhandel), men ikke, hvis de har viden om særlig information, der har betydning for værdiansættelsen, og som ikke er offentligt kendt. Det vil være ulovlig insiderhandel, hvis man udnytter information, der ikke er offentligt tilgængelig, til at "gøre en god handel". For børsnoterede selskaber bør adgangen til information være lige tilgængelig for alle markedsdeltagere.
I Danmark skal direktører, bestyrelsesmedlemmer og nært relaterede parter blandt andet oplyse til Finanstilsynet og Fondsbørsen, når de køber aktier i eget selskab. I perioden op til regnskabsmeddelelser må de ikke handle deres egne aktier overhovedet.